# Phostria tedea
Phostria tedea is een vlinder uit de familie van de grasmotten (Crambidae). De wetenschappelijke naam van de soort is in 1780 voor het eerst gepubliceerd door Caspar Stoll.
De soort komt voor in Honduras.